# Cerkiew św. Paraskewy w Łówczy
Cerkiew św. Paraskewy w Łówczy – drewniana parafialna cerkiew greckokatolicka, znajdująca się w Łówczy. Obecnie kościół filialny pw. Matki Bożej Bolesnej należący do rzymskokatolickiej parafii św. Michała Archanioła w Płazowie.
Cerkiew zbudowana została w latach 1796-1799, remontowano ją w 1905. Do parafii należała filialna cerkiew w Hucie Starej. Parafia należała do dekanatu lubaczowskiego, po I wojnie światowej do cieszanowskiego.
Po wojnie cerkiew została przejęta przez kościół rzymskokatolicki.

## Galeria

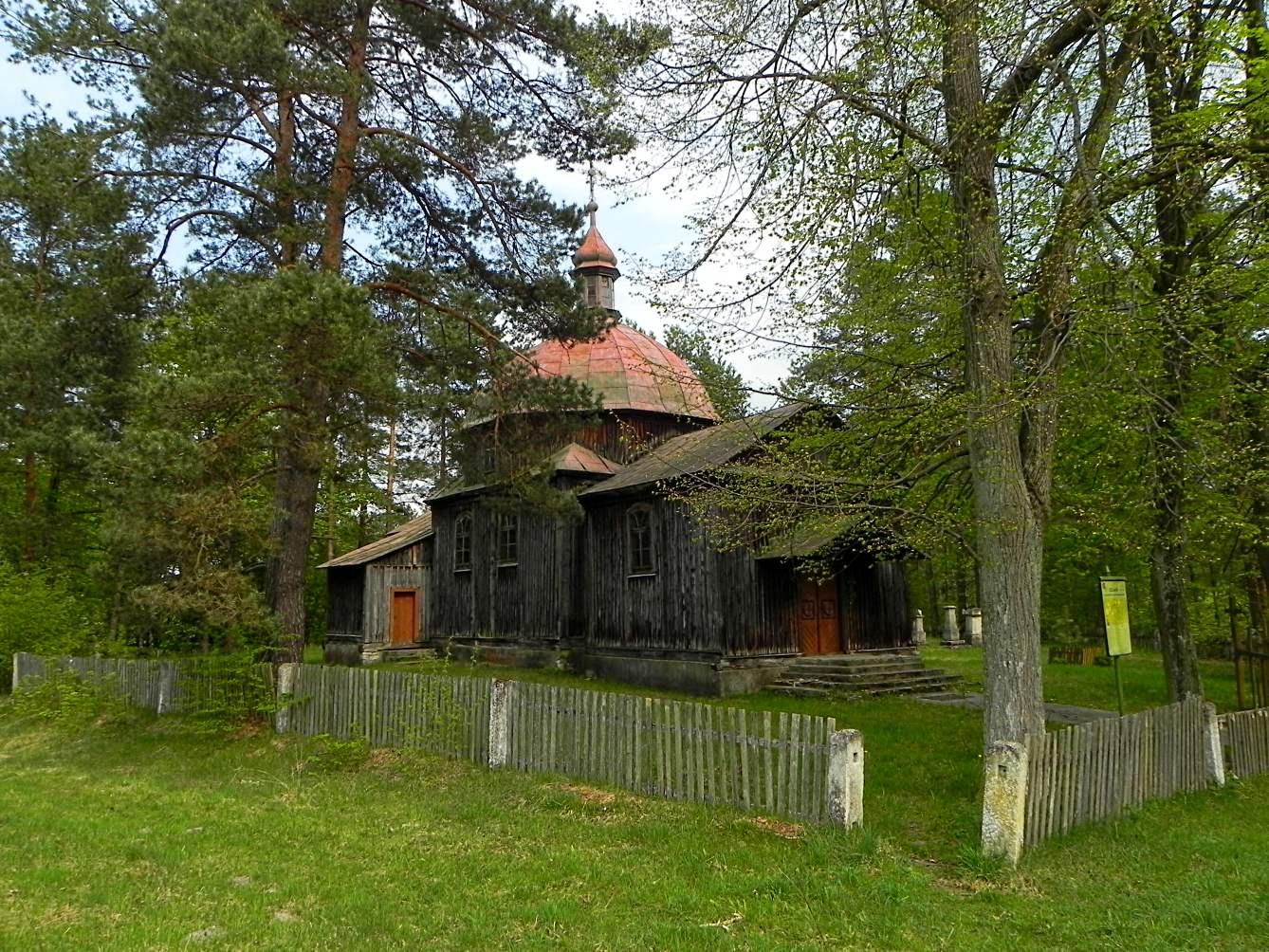
Widok ogólny
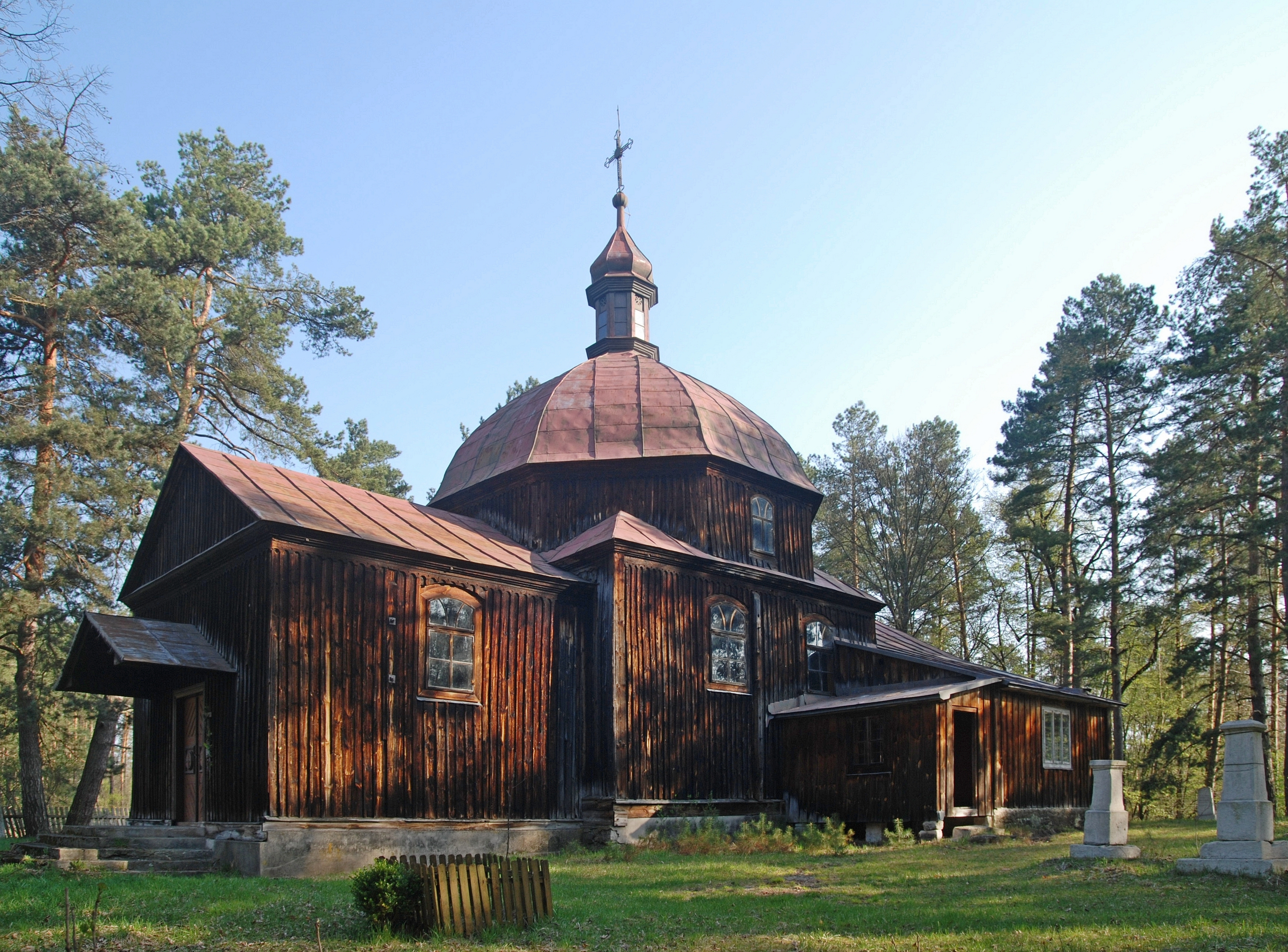
Widok od strony południowej
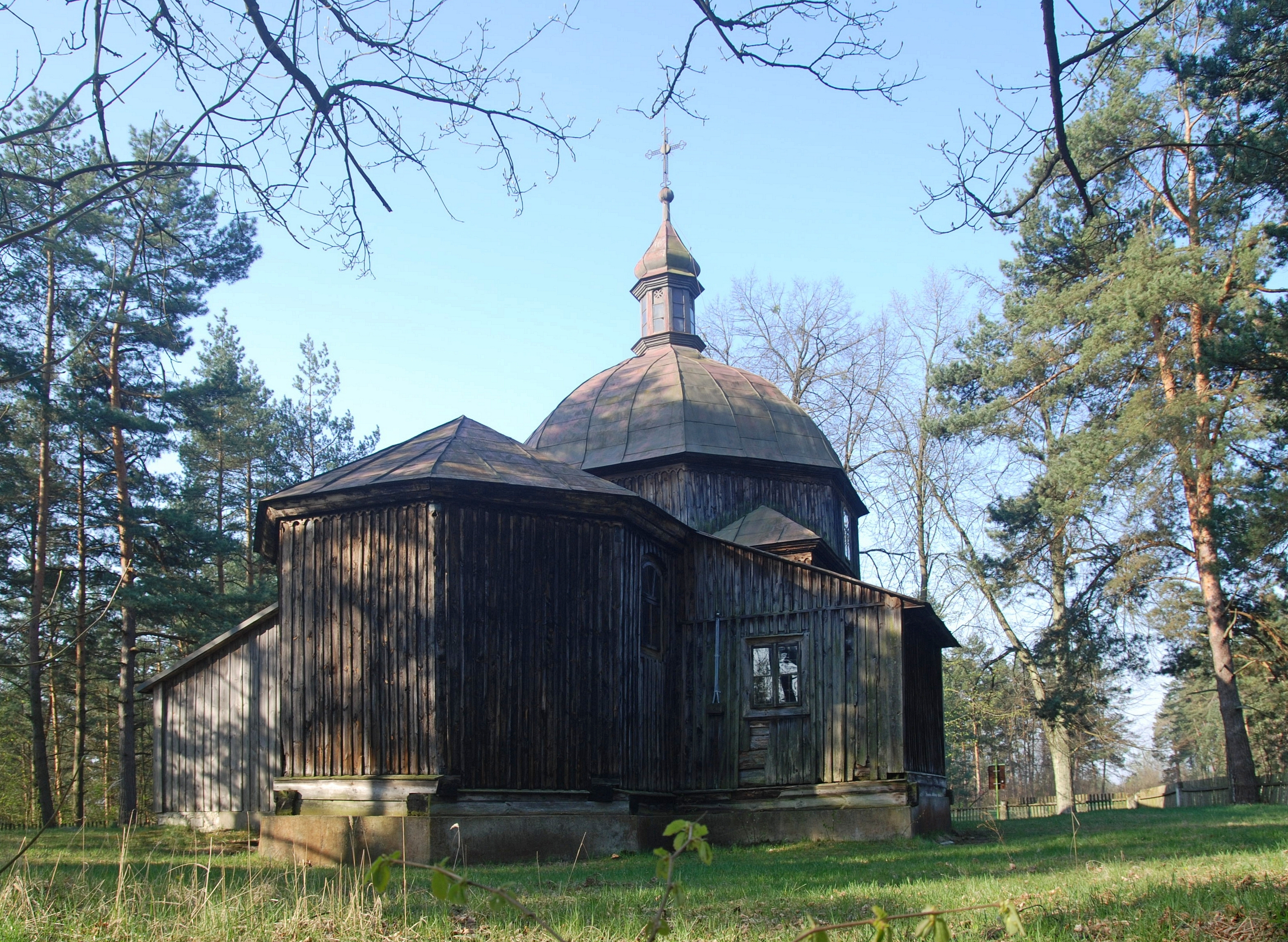
Elewacja tylna
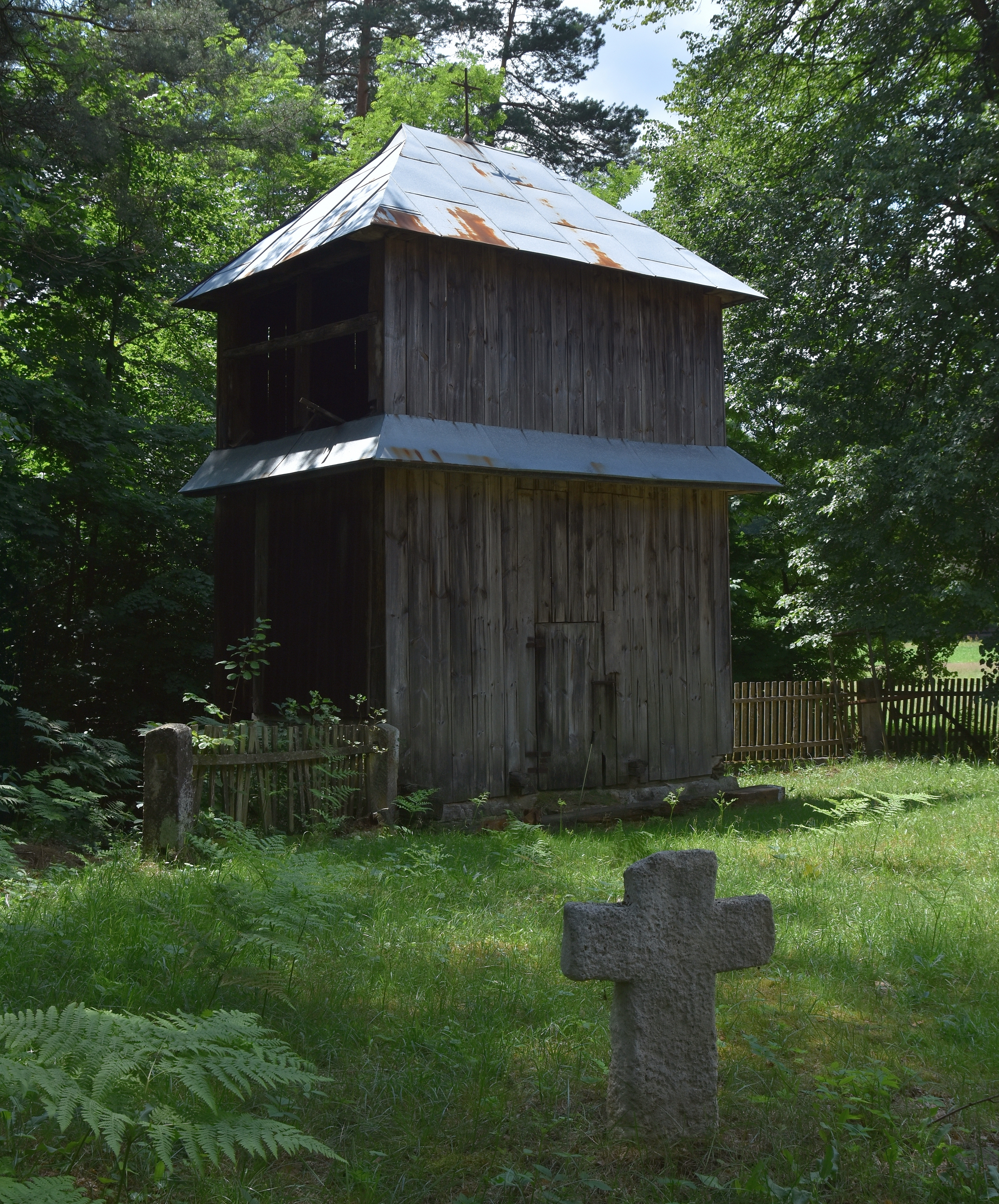
Dzwonnica
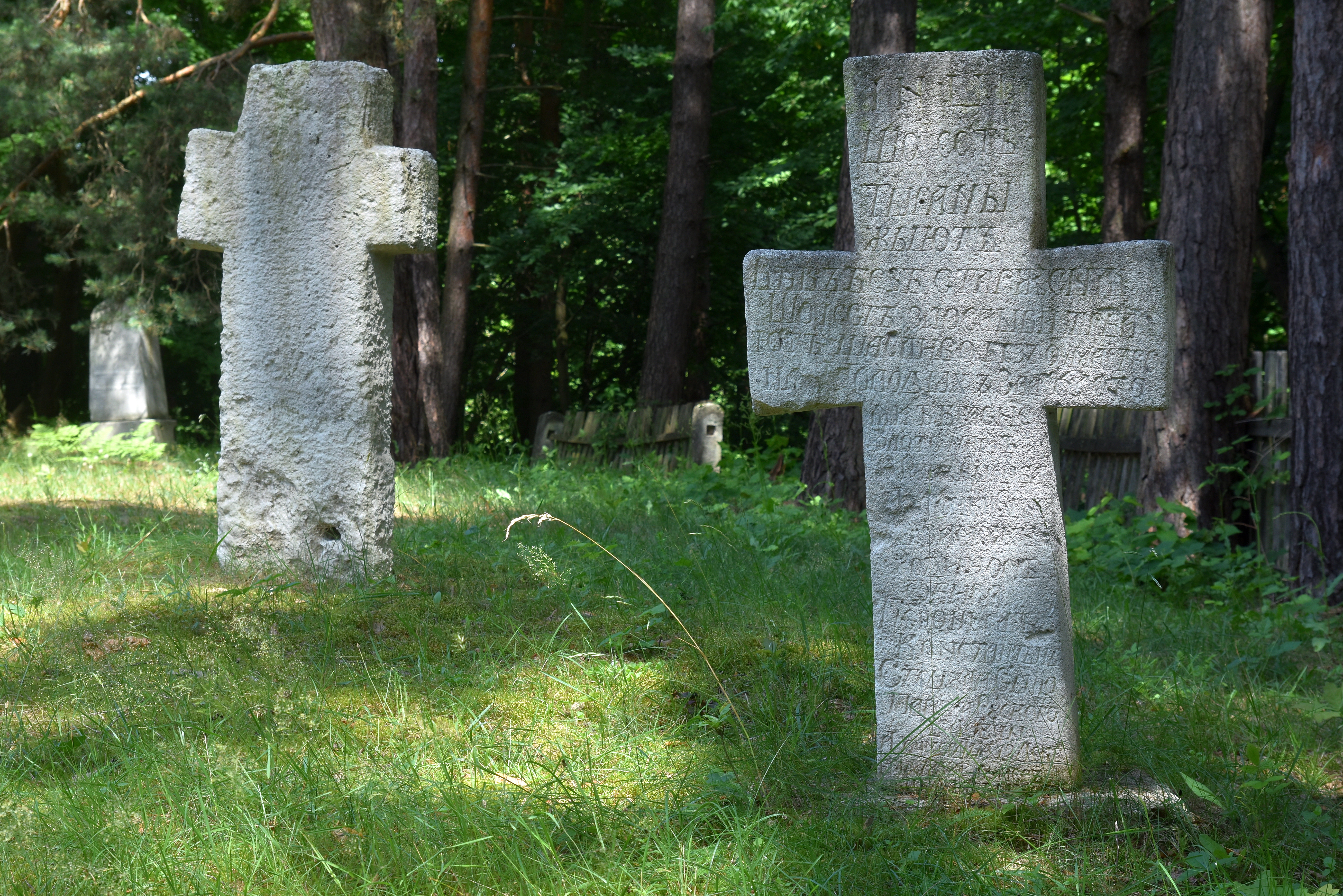
Otoczenie
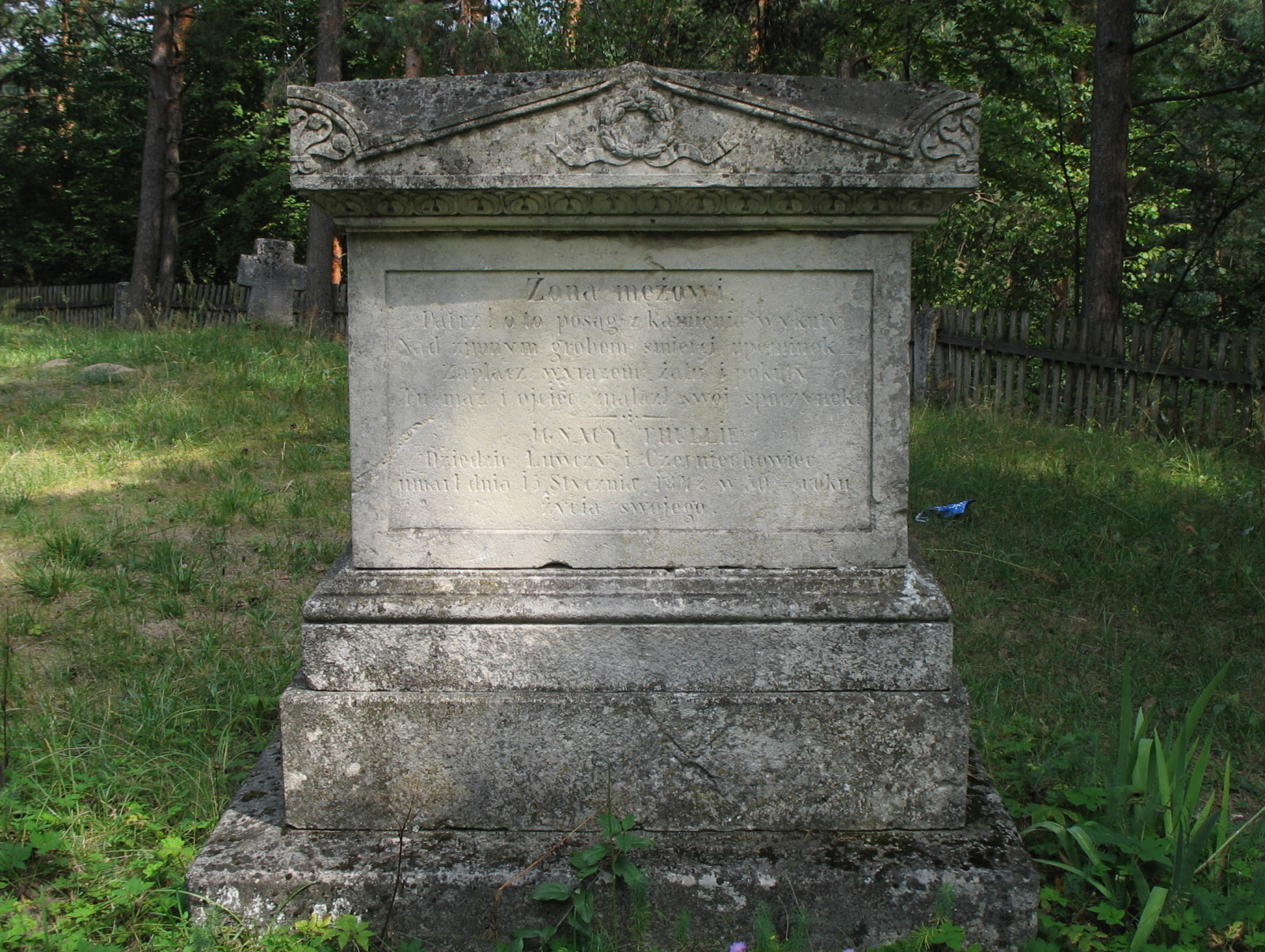
Otoczenie